# Sats Danmark
 For alternative betydninger, se SATS. (Se også artikler, som begynder med SATS)
SATS Danmark A/S (tidligere fitness dk A/S) en dansk fitness-kæde. Den er med 28 centre og ca. 82.000 medlemmer Danmarks tredjestørste fitnesskæde målt på antal centre, kun overgået af PureGym og Loop fitness (cirkeltræning).

## Historie
Virksomheden blev grundlagt i 2001 af Rasmus Ingerslev og åbnede Nordens dengang største fitnesscenter på Nygårdsvej på Østerbro i København. Centret, der stadig er en del af kæden, var ved åbningen på 5.000 kvadratmeter og blev kendt for at have en indendørs løbebane samt VIP-område. Nygårdsvej lagde også m2 til kædens hovedkontor samt uddannelsesfaciliteter for personalet. 
I 2005 indfusionerede fitness dk konkurrenterne Fin Form med hovedsæde i Tommerup (Fyn) og blev derved landsdækkende. Den næste indfusion skete i 2006. med det Sjællandsbasserede Hard Work Studio der særligt var dygtige på holdfronten og havde flere centre i og omkring Storkøbenhavn. I april 2006 købte PARKEN Sport & Entertainment (PSE) aktiemajoriteten i selskabet og har siden erhvervet de resterende aktier. Siden har kædens hovedsæde været beliggende i Telia Parken. I juli 2018 solgte PSE aktierne i fitness dk til SATS Group, der er ejet af kapitalfonden Altor Fund III og TryghedsGruppen.
I forhold til mange af konkurrenterne profilerede fitness dk sig på sine wellness-faciliteter i form af sauna, dampbad, spa, personlig træning, VIP omklædning, "kun for kvinder" træningsområder samt massage.
I starten af 2008 drev fitness dk ca. 8 % af de kommercielle fitnesscentre i Danmark og ca. 22 % af alle danske fitness udøvere trænede i kæden.
Fitness dk har flere gange været på kant med gebyr-reglerne, og har tidligere fået kritik for at opkræve uigennemskuelige gebyrer.

### Fra fitness dk til SATS
I 2018 solgte Parken Sport & Entertainment fitness dk til norske SATS for 100 millioner kroner. SATS drev for år tilbage fitnesscentre i Danmark. Fitness dk-navnet blev i første omgang bibeholdt, men ved årsskiftet 2018/2019 ændredes navnet på de danske centre til SATS.
Kæden gennemførte i 2020 et frasalg af sine ni centre i Jylland og på Fyn og har siden kun haft centre på Sjælland.
I december 2022 besluttede SATS at skære ned på sit wellness-tilbud ved at lukke dampbadene i samtlige centre. Begrundelsen var, at de var for dyre i strøm.